# Französisch in Kanada

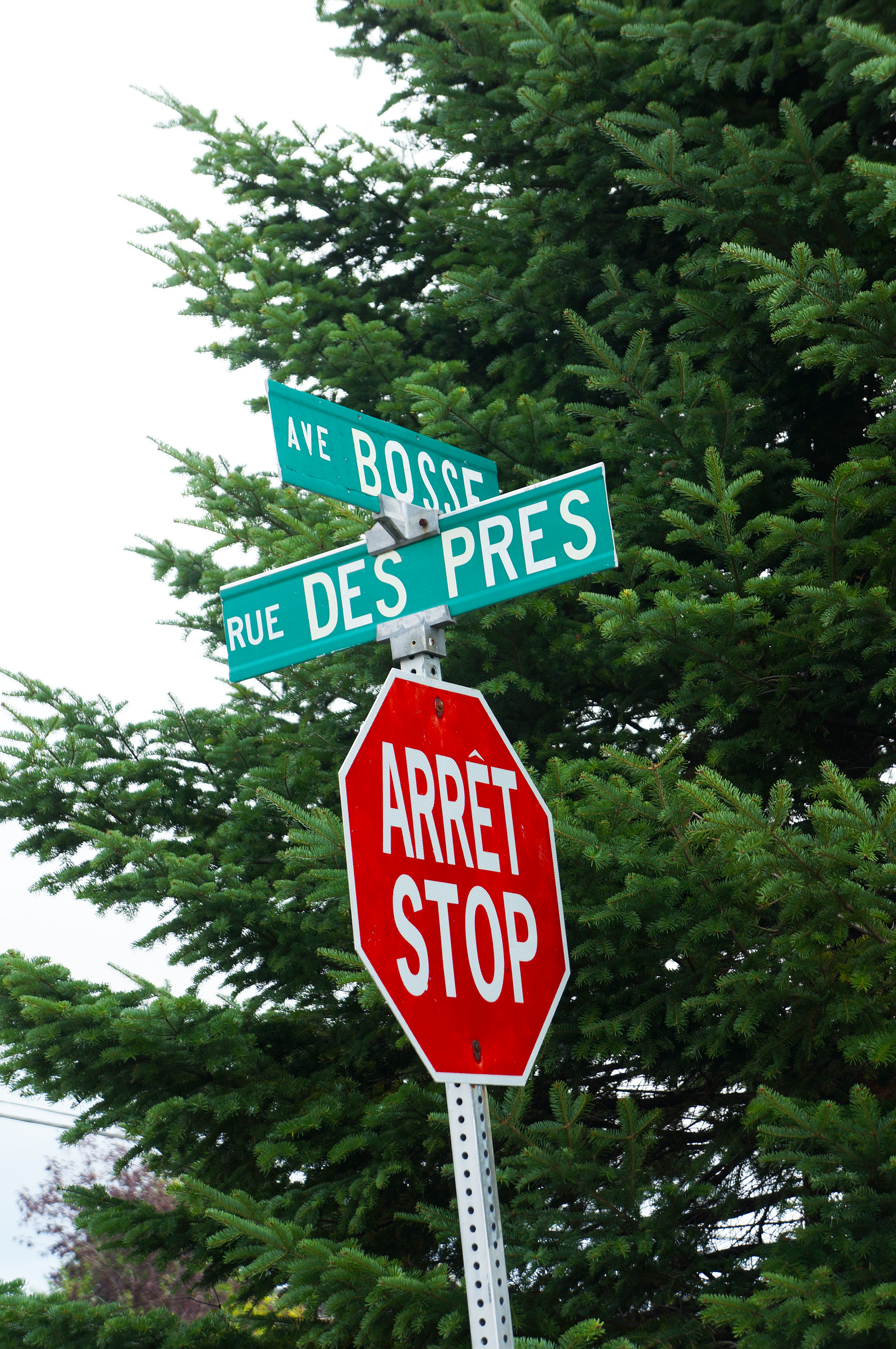
Stoppschild in Québec auf Französisch und Englisch

Seit dem Inkrafttreten des Amtssprachengesetzes im Jahr 1969 ist Französisch in Kanada neben Englisch gleichberechtigte Amtssprache für alle staatlichen Einrichtungen auf der Bundesebene. Die Provinzen können selbständig entscheiden, welche Sprachen im Bereich ihrer Zuständigkeiten verwendet werden. Französisch ist in Québec die einzige Amtssprache, während New Brunswick eine offiziell zweisprachige Provinz ist. In den anderen Provinzen gibt es Regelungen, die den frankophonen Minderheiten z. B. die Einrichtung eines frankophonen Schulsystems usw. erlauben.
Aufgrund der großen Entfernung zum Rest der Frankophonie unterscheidet sich das Französische in Kanada deutlich vom europäischen Französisch. Aber auch innerhalb des Französischen in Kanada gibt es verschiedene Varianten:
- Quebecer Französisch sprechen die frankophonen Bewohner Québecs, Ontarios und Westkanadas.
- Die Akadier in den Seeprovinzen (provinces maritimes) New Brunswick, Nova Scotia und Prince Edward Island sprechen akadisches Französisch.
- Auf Neufundland wird noch vereinzelt neben dem heutzutage eher gebräuchlichen akadischen Französisch neufundländisches Französisch gesprochen.
- Michif, eine Mischung aus Französisch und Cree, ist die Sprache der Métis.
- Daneben gibt es zahlreiche Varianten wie das haitianische Kreolisch oder das Französische aus Frankreich, die von Einwanderern der jüngeren Zeit gesprochen werden.

6,4 Millionen Kanadier (24 % der Gesamtbevölkerung) verwenden Französisch als Muttersprache (frankophone Kanadier). Insgesamt können 8,9 Millionen Kanadier (31 %) fließend Französisch sprechen (Volkszählung von 1996).

## Anmerkung
1. ↑  Sie behandelt die „identitäre Schlüsselfrage“ in der Quebecer (Migrations-)Gesellschaft. Für den Zeitraum von 1986 bis 2004 analysiert sie die als emblematisch geführten Selbstbezeichnungen Canadien français, Français, Québécois, Francophone, Allophone, Anglophone, Canadian u. a., um auf diese Weise die kulturellen und identitären Wandlungsprozesse im Spannungsfeld von sprachpolitisch intendierter sozialer Einordnung und den vielsprachigen Identitäten der Menschen in Québec darzustellen.